# Forme de l'Univers
 (février 2013).
Si vous disposez d'ouvrages ou d'articles de référence ou si vous connaissez des sites web de qualité traitant du thème abordé ici, merci de compléter l'article en donnant les références utiles à sa vérifiabilité et en les liant à la section « Notes et références ».
 (janvier 2020).
- Si vous ne connaissez pas le sujet, laissez ce bandeau (vous pouvez alors contacter les auteurs).
- Si vous supprimez le contenu mis en cause (vous pouvez préalablement contacter les auteurs),

argumentez précisément cette suppression dans la page de discussion
(un manque de référence n'est pas un argument ; une recherche réelle de référence doit avoir été effectuée, être formellement documentée).

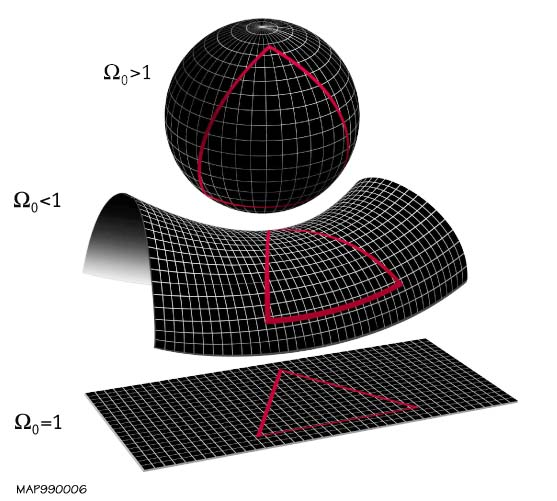
Les trois formes possibles de l'Univers (voir l'article courbure spatiale). Le modèle le plus probable en 2016 est celui de l'Univers plat.

Le terme « forme de l'Univers », en cosmologie, désigne généralement soit la forme (la courbure et la topologie) d'une section spatiale de l'Univers (« forme de l'espace-temps »), soit, de façon plus générale, la forme de l'espace-temps tout entier. 
Selon les observations astronomiques, l'Univers apparaît plat, c'est-à-dire de courbure nulle (avec 0,4 % de marge d'erreur),.

## Forme de l'espace (d'une section spatiale comobile de l'Univers)

### Espace comobile
Les coordonnées comobiles permettent de décrire l'Univers en tant qu'objet comobile, qui ne s'étend pas avec le temps bien qu'il soit en expansion. Le choix de ce système de coordonnées facilite la compréhension du phénomène et permet de séparer la géométrie (la forme) de la dynamique (l'expansion).

### Géométrie locale (courbure) et géométrie globale (topologie)

#### Géométrie locale (courbure)
La courbure d'un espace dépend de la validité du théorème de Pythagore dans cet espace, ou de façon équivalente, de la conservation de l'équidistance des lignes parallèles dans cet espace. Un espace dans lequel les lignes parallèles demeurent équidistantes est dit euclidien.
Soit le théorème de Pythagore :
{\displaystyle h={\sqrt {x^{2}+y^{2}}}}
alors :
- un espace plat (de courbure nulle) est un espace où le théorème est vrai ;
- un espace hyperbolique (de courbure négative) est celui où {\displaystyle h>{\sqrt {x^{2}+y^{2}}}} ;
- un espace sphérique (de courbure positive) est celui où {\displaystyle h<{\sqrt {x^{2}+y^{2}}}}.

Il est possible de se représenter les espaces plats et sphériques par le recours aux analogies bi-dimensionnelles. L'analogie bi-dimensionnelle de l'espace plat est le plan plat, et celui de l'espace sphérique est la surface d'une sphère ordinaire.

#### Géométrie globale (topologie)
Il existe trois espaces bi-dimensionnels plats et dans lesquels le théorème de Pythagore est valable :
- le plan plat infini ;
- un cylindre infiniment long ;
- un 2-tore, c'est-à-dire un cylindre fini dont les deux bouts sont collés l'un à l'autre, de sorte que l'espace entier est continu et sans bords (on dit que les deux bouts sont « identifiés » l'un avec l'autre).

Chacun de ces trois espaces est différent des autres dans la mesure où il n'est pas possible de passer de l'un à l'autre par une déformation continue.
Le troisième, le 2-tore, admet une mesure de volume bi-dimensionnel fini. Cela signifie que sa superficie est finie, mais qu'elle n'a pas de bord et que le théorème de Pythagore est valable partout. Il y a une difficulté dans l'utilisation de l'analogie d'un espace tri-dimensionnel ordinaire dans ce cas, car pour coller les deux bouts l'un à l'autre, en utilisant la troisième dimension comme dimension psychologique, il faut tordre le cylindre, ce qui peut paraître contradictoire avec la notion d'espace plat. Or une telle déformation est possible, tout en gardant un univers localement plat, car si un observateur se place suffisamment près du tore, il n'en percevra pas la courbure.

### Forme de l'espace de notre Univers
Au début du XXIe siècle, les observations à travers des télescopes montrent que la forme de notre Univers est approximativement plate, tout comme la Terre est plus ou moins plate sur les échelles de moins de quelques milliers de kilomètres. 
Une analyse des données du satellite artificiel WMAP faite par Jeffrey Weeks, Jean-Pierre Luminet et leurs collaborateurs suggère un Univers dont la forme serait celle d'un espace dodécaédrique de Poincaré,. Jean-Pierre Luminet traduit l'idée que l'Univers puisse être d'extension spatiale finie, mais sans bord, par le terme d' « univers chiffonné », bien que ce terme ne soit guère utilisé par la communauté scientifique, qui préfère celui de topologie non simplement connexe.

## Aspects cosmologiques
Les équations de Friedmann relient le paramètre de Hubble {\displaystyle H} à la courbure {\displaystyle K} (valant –1, 0, +1) et à la masse volumique moyenne de la matière {\displaystyle \rho } selon la formule :
{\displaystyle 3\left({\frac {H^{2}}{c^{2}}}+{\frac {K}{a^{2}}}\right)=8\pi {\frac {G}{c^{2}}}\rho },
où {\displaystyle G} est la constante gravitationnelle de Newton, {\displaystyle c} la vitesse de la lumière et {\displaystyle a} le facteur d'échelle. La courbure spatiale (unité : l'inverse du carré d'une longueur) correspond ici à {\displaystyle K/a^{2}}. En introduisant la densité critique {\displaystyle \rho _{\rm {c}}={\frac {3H^{2}}{8\pi G}}} et le paramètre de densité {\displaystyle \Omega =\rho /\rho _{\rm {c}}}, il est possible de réécrire l'égalité précédente selon la formule :
{\displaystyle 1+{\frac {Kc^{2}}{a^{2}H^{2}}}=1-\Omega \kappa =\Omega ={\frac {8\pi G\rho }{3H^{2}}}}.
Le rayon de courbure {\displaystyle R_{c}} des sections spatiales peut donc s'écrire en fonction de l'écart à 1 du paramètre de densité et du rayon de Hubble, {\displaystyle R_{H}=c/H}, selon la formule :
{\displaystyle R_{c}={\frac {R_{H}}{\sqrt {|\Omega -1|}}}}
Cette dernière égalité permet de voir quel écart éventuel à 1 du paramètre de densité l'on peut espérer mesurer. Pour que les effets géométriques (liés à la relation entre taille angulaire et distance) soient mesurables du fait d'une courbure non nulle, il faut que le rayon de courbure ne soit pas trop grand par rapport au rayon de l'Univers observable. Dans le modèle standard de la cosmologie, celui-ci est de l'ordre de trois rayons de Hubble. Ainsi, les effets géométriques dus à une courbure spatiale non nulle sont mesurables dès que la quantité
{\displaystyle 3{\sqrt {|\Omega -1|}}}
n'est pas négligeable devant 1. De façon un peu inattendue, cela prouve que des valeurs de {\displaystyle \Omega } de 0,97 ou 1,03 peuvent être distinguées sans trop de difficulté, quand bien même les incertitudes sur la densité critique et la densité de matière (dont le rapport est égal à {\displaystyle \Omega }) sont importantes.

## Courbure et devenir de l'expansion de l'Univers
Il est parfois dit que le signe de la courbure spatiale détermine le devenir de l'expansion de l'Univers, celui-ci connaissant une expansion éternelle si la courbure est négative ou nulle, ou un arrêt de cette expansion suivi d'un Big Crunch quand la courbure est positive. Cette assertion est correcte dans le cas d'un Univers de Friedmann-Lemaître-Robertson-Walker, mais est, de manière générale, erronée, car elle dépend du contenu matériel de l'Univers. Ainsi, dans le cas où on a de la matière ordinaire et une constante cosmologique, la situation devient très différente. En particulier un univers à courbure positive et constante cosmologique positive peut :
- soit être issu d'un Big Bang et finir par se recontracter, quand la constante cosmologique est faible
- soit avoir le même passé, mais une expansion éternelle si la constante cosmologique est suffisamment grande
- soit être statique (c'est l'univers d'Einstein)
- soit avoir connu par le passé une phase de contraction, suivie d'une phase de rebond et d'une expansion éternelle (un des cas possibles de l'univers de de Sitter).

## Importance pour les modèles cosmologiques
Le modèle standard de la cosmologie est à l'heure actuelle dominé par l'idée que l'Univers a connu une phase d'expansion extrêmement violente dans son passé, appelée inflation. Ce modèle prédit que les sections spatiales de l'Univers sont euclidiennes, en tout cas sur des échelles de l'ordre de la taille de l'Univers observable. Un écart avéré de la courbure spatiale à la valeur nulle serait considéré comme un argument très fort en défaveur de l'inflation, même si celle-ci pourrait s'accommoder d'un tel résultat, mais en nécessitant des paramètres assez peu naturels.

## Données actuelles
La courbure spatiale de l'Univers est déterminée en analysant les anisotropies du fond diffus cosmologique. Actuellement, les données les plus précises sont celles qui ont été fournies par le satellite Planck en 2013. D'après ces mesures, il y a 95 % de chances pour que :
{\displaystyle -0,0029<1-\Omega =\Omega \kappa <+0,0008}  où {\displaystyle \Omega \kappa =-{\frac {Kc^{2}}{a^{2}H^{2}}}}
On ne sait donc toujours pas si l'Univers a une courbure positive (K = +1, Ωκ < 0, Ω > 1), négative (K = −1, Ωκ > 0, Ω < 1), ou nulle (K = 0, Ωκ = 0, Ω = 1). Cependant on peut affirmer que le rayon de l'Univers est supérieur à 19 fois le rayon de Hubble si la courbure de l'Univers est positive et supérieur à 33 fois le rayon de Hubble si elle est négative.